# Streifenpanthervogel
Der Streifenpanthervogel (Pardalotus striatus) ist ein australischer Singvogel.

## Merkmale
Der 10 cm lange Streifenpanthervogel ist ein Vogel mit meist dunkler Oberseite, gelbgrauer Unterseite, weißgeränderten Handschwingen, orangefarbener oder gelber Kehle und dunklen Zeichnungen im Gesicht und an den Flügeln und gelb-weißem Überaugenstreif.

## Vorkommen
Der Vogel lebt in Eukalyptuswäldern und in Waldgebieten in weiten Teilen Australiens. Die  tasmanische Unterart überwintert am Festland.

## Verhalten
Der Streifenpanthervogel sucht in Baumkronen, aber auch in niedrigen Büschen nach  Wirbellosen, darunter Spinnen, Insekten und deren Larven, die von Blättern gepickt werden.

## Fortpflanzung
In der Paarungszeit bilden Streifenpanthervögel Gruppen bis zu sechs Vögeln oder leben paarweise.
Das Nest aus Rinde und Gras wird mit feinem Material ausgekleidet und liegt am Ende einer Baumhöhle. Drei bis sechs Eier werden vom Paar gemeinsam ausgebrütet. Sind die Jungen geschlüpft, werden sie von den Elternvögeln und häufig auch von anderen Mitgliedern der Gruppe aufgezogen.

## Unterarten

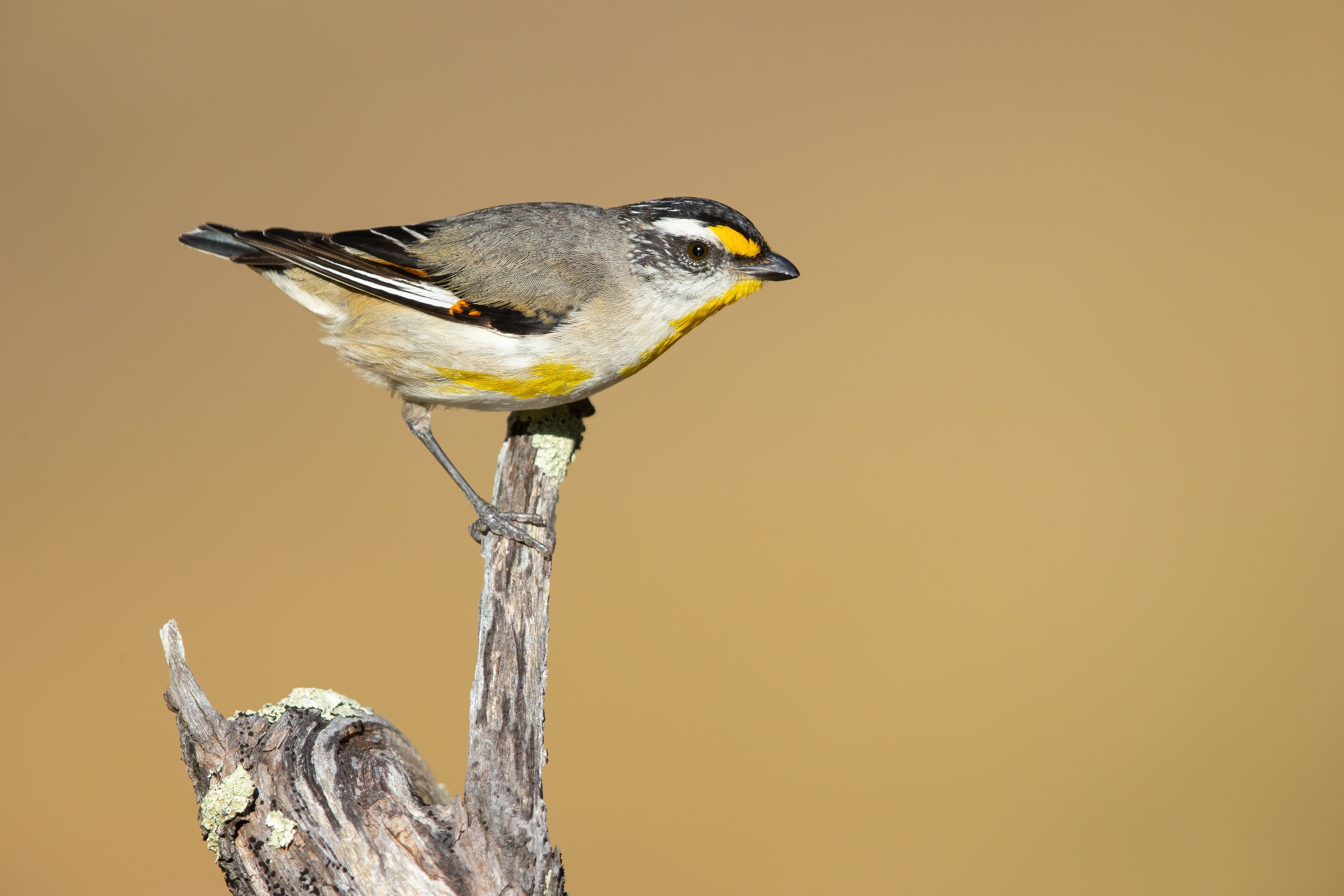
P. s. ornatus im Warby-Ovens-Nationalpark in Victoria, Australien

Laut IOC World Bird List sind 6 Unterarten des Streifenpanthervogels bekannt. Es handelt sich dabei um:
- P. s. uropygialis Gould, 1840 – kommt im Norden Australiens vor.
- P. s. melvillensis Mathews, 1912 – ist auf den Tiwi-Inseln präsent.
- P. s. melanocephalus Gould, 1838 – ihr Verbreitungsgebiet ist der Osten Australiens.
- P. s. ornatus Temminck, 1826 – ihre Heimat ist der Südosten Australiens.
- P. s. substriatus Mathews, 1912 – man findet diese Unterart im westlichen und zentralen Australien.
- P. s. striatus (J. F. Gmelin, 1789) Nominatform – kommt auf den Inseln der Bass-Straße und in Tasmanien vor.

## Etymologie und Forschungsgeschichte
Die Erstbeschreibung des Streifenpanthervogels erfolgte 1789 durch Johann Friedrich Gmelin unter dem wissenschaftlichen Namen Pipra striata. Erst später wurde er der Gattung Pardalotus Vieillot, 1816 zugeordnet.
Das Wort Pardalotus leitet sich vom griechischen Wort pardalōtos für „gefleckt wie ein Leopard“ ab. Das Artepitheton ist lateinischen Ursprungs und leitet sich von striatus für „geriffelt, gestreift“ ab.